# Бойнянка
Бойнянка (словац. Bojnianka) — річка, права притока Нітри, в округах Нове Место-над-Вагом та Топольчани.
Довжина — 25 км.
Витік знаходиться в горах Низький Іновец на висоті 510 метрів. Серед приток — Злявський потік.
Впадає у Нітру при селі Челядінце на висоті 158 метрів.